# Thomas Fitzsimons
Thomas Fitzsimons (parfois typographié « FitzSimons »), né en 1741 en Irlande et mort le 26 août 1811 à Philadelphie, est un homme politique américain. Il est l'un des Pères fondateurs des États-Unis en tant que signataire de la Constitution des États-Unis. 